# Dasbalbar járás
Dasbalbar járás (mongol nyelven: Дашбалбар сум) Mongólia Keleti tartományának egyik járása. Területe 8500 km². Népessége kb. 3500 fő.
Székhelye, Dasbalbar (Дашбалбар) 170 km-re fekszik Csojbalszan tartományi székhelytől.